# Rock im Park
Rock im Park ist ein jährlich am ersten Wochenende im Juni im Volkspark Dutzendteich in Nürnberg stattfindendes Musikfestival und eine Parallelveranstaltung zu Rock am Ring mit einer in der Regel identischen Bandbesetzung.

## 1993 bis 1996: Wien und München

### Geschichte

Logo von Rock im Park bis 2009

Logo von Rock im Park von 2009 bis 2019

Seit 1993 findet als Parallelveranstaltung zu Rock am Ring im Westen ein Rockfestival im Süden statt. Der erste Standort war 1993 unter dem Namen Rock in Vienna in Wien. 1994 fand das Festival dann als Rock in Riem am alten Flughafen in München-Riem statt. Als Veranstalter agieren seit der Erstauflage in München die Unternehmen ARGO Konzerte GmbH und Marek Lieberberg Konzertagentur GmbH & Co.KG. 1995 zog es als Rock im Park ins Münchner Olympiastadion und den Olympiapark um, wo es auch 1996 stattfand.

### Line-ups
- 1993: u. a. Def Leppard, INXS, Faith No More, The Silencers, Brian May, Leonard Cohen, Ugly Kid Joe, Héroes del Silencio, Die Fantastischen Vier, Lenny Kravitz

- 1994: u. a. Aerosmith, Peter Gabriel, Crowded House, The Hooters, Clawfinger, Rage Against the Machine, Paradise Lost, Nina Hagen, Extreme, The Smashing Pumpkins, The Breeders, Radiohead

- 1995: u. a. Van Halen, Bon Jovi, Bad Religion, Megadeth, Otto, The Pretenders, Del Amitri, Dave Matthews Band, Weezer, Faith No More, Héroes del Silencio, H-Blockx

- 1996: u. a. Mike & the Mechanics, Herbert Grönemeyer, Héroes del Silencio, Die Toten Hosen, Bryan Adams, K’s Choice, Alanis Morissette, Paradise Lost, Rage Against the Machine, Zucchero, Sting, Sepultura, Fugees

## Ab 1997: Rock im Park in Nürnberg

### Geschichte
Seit 1997 findet Rock im Park in Nürnberg statt. Bis zum Umbau für die Fußball-Weltmeisterschaft 2006 befand sich die Centerstage im Frankenstadion. 2004 zog man um auf das benachbarte Zeppelinfeld, einen Teil des ehemaligen Reichsparteitagsgeländes der NSDAP. Wegen der unmittelbaren Vorbereitungen auf die Weltmeisterschaft musste man 2006 ein weiteres Mal ausweichen und verlagerte die Hauptbühne in den Luitpoldhain.
Mit dem Festival 2006 nahm Rock im Park auch aufgrund logistischer Komplikationen mit einem Fußballspiel als Parallelveranstaltung vermeintlich Abschied vom Nürnberger Standort. Am 19. Oktober 2006 wurde bekanntgegeben, dass das Festival zukünftig nicht mehr in Nürnberg stattfinden soll. Es wurde nach einer neuen Spielstätte in Bayern und Baden-Württemberg gesucht. Am 29. November 2006 wurde jedoch veröffentlicht, dass das Festival auch weiterhin, vorerst jedoch nur mit Vertrag für 2007, in Nürnberg stattfinden wird. Nach dem überragenden Erfolg in diesem Jahr wurde beschlossen, auch weiterhin Nürnberg als Veranstaltungsort zu nutzen.
Seit 2007 liegt die Centerstage wieder auf dem Zeppelinfeld.
Im Jahr 2005 besuchten das Festival 45.000 Besucher, im Jahr 2006 49.000. 2007 war das Festival erstmals im Voraus ausverkauft, 60.000 Besucher wurden gezählt. Gleichzeitig fand 2007 am Samstag des Festivals im Franken-Stadion das Qualifikationsspiel zur Europameisterschaft 2008 zwischen Deutschland und San Marino statt. Auch 2008 war Rock im Park bereits im Vorfeld restlos ausverkauft und 70.000 Rockfans besuchten das Festival.
Bei Rock im Park 2010 waren ungefähr 60.500 Zuschauer. Doch obwohl das Festival ungefähr gleiche Besucherzahlen wie im Jahre 2007 hatte, war es 2010 nicht ausverkauft. Das liegt unter anderem daran, dass der Zuschauerraum der Alternastage etwas vergrößert wurde und somit mehr Karten als in den Vorjahren in den Verkauf hätten gehen können. Zum Jubiläum fand das Festival im Jahr 2010 über vier Tage statt.
2012 war Rock im Park erstmals seit 2008 wieder ausverkauft. Bereits drei Monate vor dem Festival waren alle Dreitageskarten restlos vergriffen.
Im Jahr 2017 war das Festival abermals ausverkauft und es wurde mit 88.500 Besuchern ein neuer Besucherrekord aufgestellt.
Am 16. April 2020 gab der Veranstalter bekannt, dass die beiden Festivals Rock im Park und Rock am Ring 2020 aufgrund des Verbotes aller Großveranstaltungen im Zuge der Maßnahmen zur Eindämmung der Corona-Pandemie bis zum 31. August abgesagt werden. Bereits erworbene Tickets konnten für das jeweilige Festival des Folgejahres kostenfrei umgetauscht werden. Alternativ wurde ab dem 15. Juli 2020 auch eine vollständige Rückerstattung des Kaufpreises angeboten. Es sollte keine Änderungen bei den geplanten Headlinern geben. Von Seiten des Veranstalters hieß es am 25. September 2020, dass der Großteil der Ticketbesitzer die Umtauschmöglichkeit wahrgenommen habe und so für den Vorverkauf nur noch ein Restkontingent an Eintrittskarten zur Verfügung stehe. Am 10. März 2021 wurde „vor dem Hintergrund der weiterhin unsicheren Infektionslage“ die Absage der beiden Schwesterfestivals für das Jahr 2021 bekanntgegeben. Aufgrund des erneuten Ausfalls wurde das Festival im April 2021 vom Deutschen Kulturrat in die Vorwarnstufe der Roten Liste 2.0 aufgenommen.
2022 wurde zum ersten Mal ein Awareness-Team eingesetzt, das bei einigen Besuchern auf Kritik stieß.

Rock im Park 2003 im Frankenstadion
Rock im Park 2004 auf dem Zeppelinfeld
„Alterna-Stage“ bei Rock im Park 2004
Ein Campingplatz 2004 mit Blick auf die Zeppelinhaupttribüne
Blick auf die Centerstage bei Rock im Park 2007
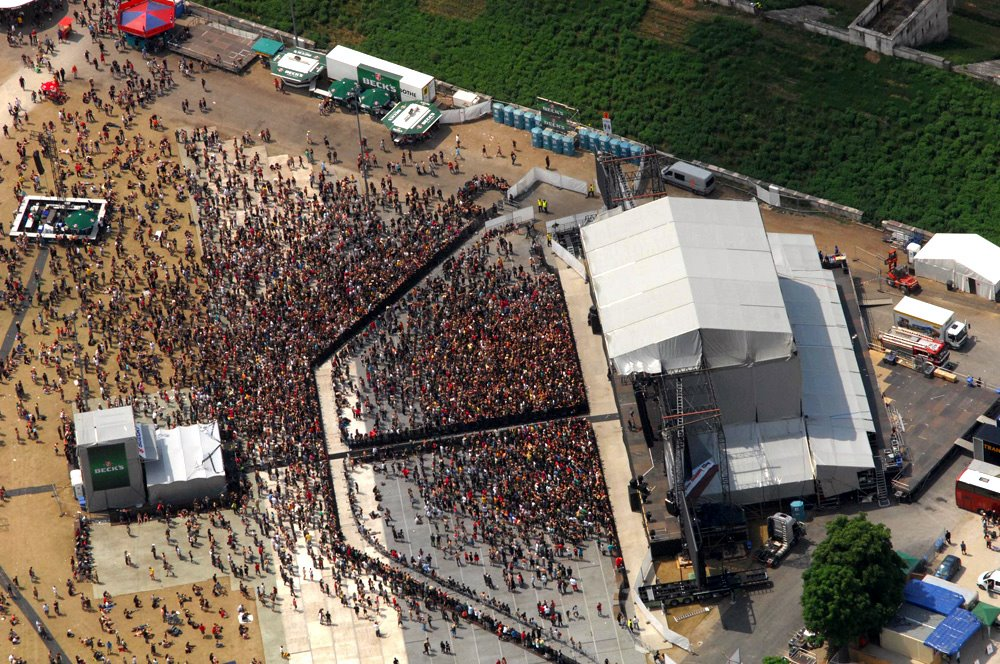
Luftbild der Bühne bei Rock im Park 2008
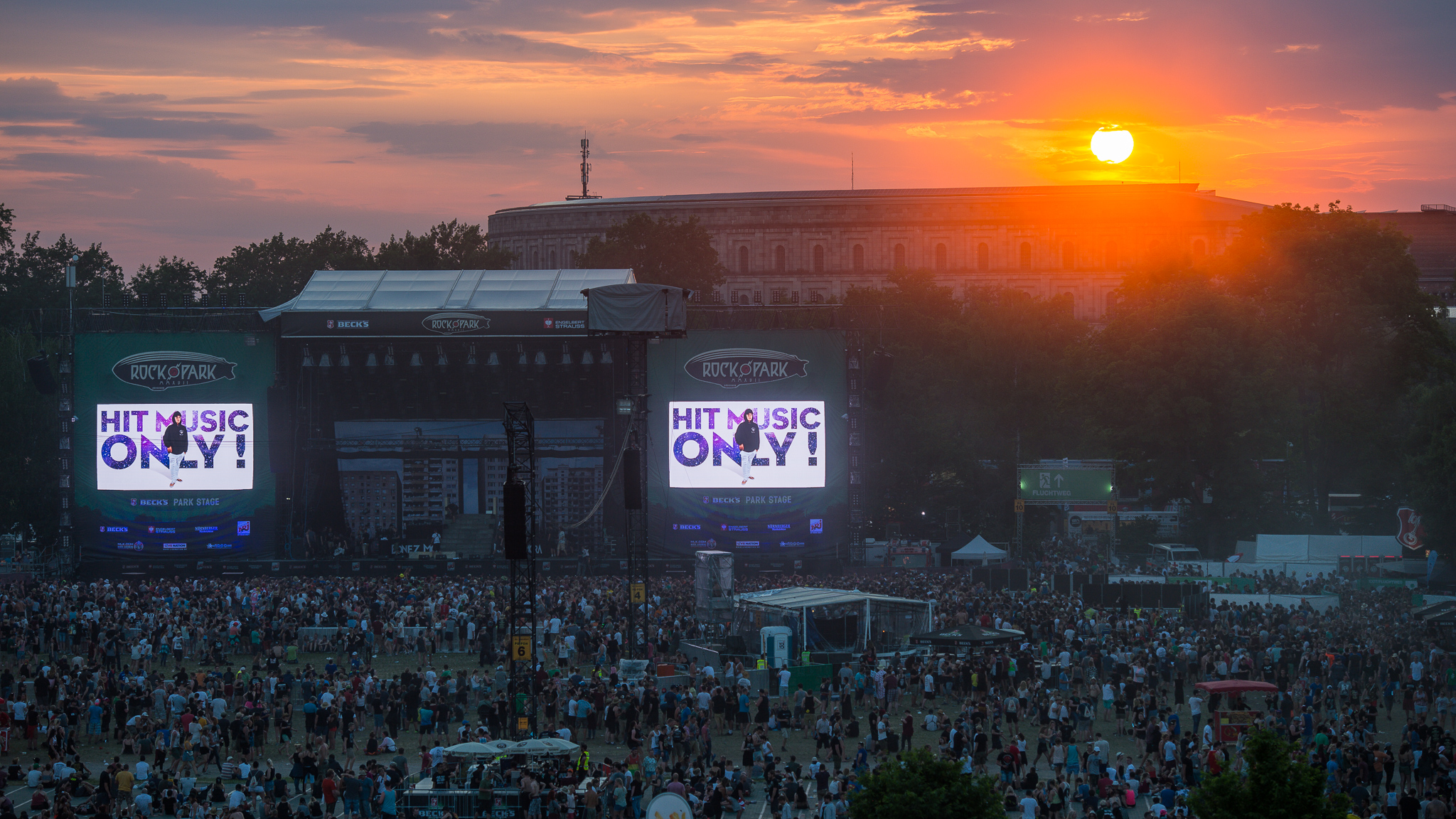
Die „Park Stage“ bei Sonnenuntergang 2017

## Line-ups

### 1990er Jahre
| Datum            | Künstler | Künstler | Veranstaltungsort | Besucher                 | Preise |
| ---------------- | --- | --- | ----------------- | ------------------------ | ------ |
| 16.–18. Mai 1997 | u. a. KISS, Aerosmith, Die Ärzte, Texas, Bush, Otto Waalkes, Republica, Supertramp, Fugees, Zucchero, Sabrina Setlur | u. a. KISS, Aerosmith, Die Ärzte, Texas, Bush, Otto Waalkes, Republica, Supertramp, Fugees, Zucchero, Sabrina Setlur | Frankenstadion    | 40.000                   | 110 DM |
| 29.–31. Mai 1998 | u. a. Genesis, Bob Dylan, Rammstein, Ozzy Osbourne, Clawfinger, J.B.O., Fear Factory, Van Halen                      | u. a. Genesis, Bob Dylan, Rammstein, Ozzy Osbourne, Clawfinger, J.B.O., Fear Factory, Van Halen                      | Frankenstadion    | k. A.                    | 131 DM |
| 21.–23. Mai 1999 | u. a. Metallica, Alanis Morissette, Bryan Adams, Skunk Anansie, Robbie Williams, Heather Nova, Amanda Marshall       | u. a. Metallica, Alanis Morissette, Bryan Adams, Skunk Anansie, Robbie Williams, Heather Nova, Amanda Marshall       | Frankenstadion    | k. A. 30.000 (geschätzt) | 139 DM |

### 2000er Jahre
| Datum            | Künstler       | Künstler | Veranstaltungsort | Besucher                 | Preise    |
| ---------------- | -------------- | --- | ----------------- | ------------------------ | --------- |
| 9.–11. Juni 2000 | Headliner      | Sting, Die Toten Hosen, Pearl Jam | Frankenstadion    | k. A. 40.000 (geschätzt) | 139 DM    |
| 9.–11. Juni 2000 | Außerdem u. a. | Santana, Rage Against the Machine, Oasis, Slipknot, Deftones, Eurythmics | Frankenstadion    | k. A. 40.000 (geschätzt) | 139 DM    |
| 1.–3. Juni 2001  | Headliner      | Limp Bizkit, Radiohead, a-ha | Frankenstadion    | k. A. 50.000 (geschätzt) | 160 DM    |
| 1.–3. Juni 2001  | Außerdem u. a. | Kid Rock, Alanis Morissette, HIM, Travis, 3 Doors Down, Linkin Park, Samy Deluxe, Anastacia, Papa Roach, Tool, H-Blockx, Godsmack, The Hives, Torch, OutKast, Blumfeld, Emil Bulls, Disturbed, Uncle Ho, Mudvayne, Queens of the Stone Age, Afrob, Thumb, Seeed, OPM, Alien Ant Farm, Reamonn, HIM, Donots, 4Lyn, Anastacia, Big Jim, Blackmail, Boy Hits Car, Briskeby, Chima, The Devine Comedy, John Doyle, Echt, Amen, Eläkeläiset, Erkan & Stefan, Feeder, (hed) p.e., Heyday, The (International) Noise Conspiracy, JJ72, K’s Choice, Oliver Kalkofe, Korona, Krezip, Lifehouse, Madrugada, Mambo Kurt, Manic Street Preachers, Mo Solid Gold, My Vitriol, NTS, Patrice, Reel Big Fish, Semisonic, Shantel, Slut, Söhne Mannheims, Sona Fariq, SR‐71, Starsailor, Static-X, Studio Braun, Sub7even, Tomte, Toploader, Turin Brakes, Vega4, Waikiki Beach Bombers, Zombie Joe.                                                                              | Frankenstadion    | k. A. 50.000 (geschätzt) | 160 DM    |
| 17.–19. Mai 2002 | Headliner      | Ozzy Osbourne, Lenny Kravitz, Neil Young | Frankenstadion    | k. A. 40.000 (geschätzt) | 83,50 €   |
| 17.–19. Mai 2002 | Außerdem u. a. | Macy Gray, Farin Urlaub, Such a Surge, Jamiroquai, System of a Down | Frankenstadion    | k. A. 40.000 (geschätzt) | 83,50 €   |
| 6.–8. Juni 2003  | Headliner      | Metallica, Iron Maiden, Placebo | Frankenstadion    | k. A. 40.000 (geschätzt) | 106,50 €  |
| 6.–8. Juni 2003  | Außerdem u. a. | Dave Gahan, Moby, Marilyn Manson, Disturbed, Deftones, Queens of the Stone Age, Reamonn, Absolute Beginner, Murderdolls, Zwan, The Cardigans, Apocalyptica, The Hellacopters, The Hives, Evanescence | Frankenstadion    | k. A. 40.000 (geschätzt) | 106,50 €  |
| 4.–6. Juni 2004  | Headliner      | Die Toten Hosen (Friss oder stirb Tour), Red Hot Chili Peppers, Korn | Zeppelinfeld      | 40.000                   | 106,50 €  |
| 4.–6. Juni 2004  | Außerdem u. a. | Muse, Judas Priest, Faithless, Avril Lavigne, Motörhead, Machine Head, Dick Brave, Nickelback, Hoobastank, 3 Doors Down, Ektomorf, Mnemic, In Flames, Anthrax, Edguy, Killswitch Engage, Static-X, Chimaira, Donots, The Dillinger Escape Plan, Sportfreunde Stiller, Wir sind Helden, The Rasmus, Evanescence, Lambretta, The Beatsteaks, Seeed | Zeppelinfeld      | 40.000                   | 106,50 €  |
| 3.–5. Juni 2005  | Headliner      | Iron Maiden, R.E.M., Wir sind Helden | Zeppelinfeld      | 45.000                   | 108,50 €  |
| 3.–5. Juni 2005  | Außerdem u. a. | Green Day, Marilyn Manson, Dir En Grey, Maroon 5, Billy Idol, Kagerou, Mudvayne, Slipknot, In Flames, Slayer, Mötley Crüe, Velvet Revolver, The Hellacopters, Lacuna Coil, Silbermond | Zeppelinfeld      | 45.000                   | 108,50 €  |
| 2.–4. Juni 2006  | Headliner      | Depeche Mode, Tool, Metallica | Luitpoldhain      | 49.000                   | 110–131 € |
| 2.–4. Juni 2006  | Außerdem u. a. | Alice in Chains, Art Brut, Babyshambles, Bela B. y Los Helmstedt, Bloodhound Gang, Bullet for My Valentine, Bushido, Deftones, The Dresden Dolls, Dir En Grey, Dredg, Editors, Franz Ferdinand, In Flames, Jamiroquai, Kaiser Chiefs, Korn, Lacuna Coil, Morrissey, Napoleon, Nelly Furtado, Opeth, Paul Weller, Pharrell Williams, Placebo, Soulfly, Sportfreunde Stiller, Stone Sour, The Darkness, The Streets, Tomte, Trivium, Turbonegro, Avenged Sevenfold, Disco Ensemble, Earthbend, Angels & Airwaves | Luitpoldhain      | 49.000                   | 110–131 € |
| 1.–3. Juni 2007  | Headliner      | The Smashing Pumpkins, Die Ärzte, Linkin Park | Zeppelinfeld      | 60.000                   | 110–131 € |
| 1.–3. Juni 2007  | Außerdem u. a. | The White Stripes, Thirty Seconds to Mars, Arctic Monkeys, Down Below, As I Lay Dying, Beatsteaks, Billy Talent, Bloodsimple, Breed 77, Chimaira, Disco Ensemble, Enter Shikari, Evanescence, Funeral for a Friend, Ghosts, Gogol Bordello, Good Charlotte, Head Automatica, Hinder, The Hives, Jan Delay & Disko No. 1, Kaiser Chiefs, Killswitch Engage, The Kooks, Korn, Lamb of God, Little Man Tate, Machine Head, Mando Diao, Maxïmo Park, McQueen, Megadeth, MIA., Mr Hudson & The Library, Muse, My Chemical Romance, Ohrbooten, Paolo Nutini, Paramore, Rafael Weber, Razorlight, Scissor Sisters, Silverstein, Slayer, Stone Sour, Sugarplum Fairy, Sunrise Avenue, Tele, The Cat Empire, The Cribs, The Fratellis, The Higher, The Sounds, The Used, Travis, Type O Negative, Under the Influence of Giants, Wir sind Helden, Velvet Revolver, Wolfmother, Zoot Woman                                                                                 | Zeppelinfeld      | 60.000                   | 110–131 € |
| 6.–8. Juni 2008  | Headliner      | Die Toten Hosen, Rage Against the Machine, Metallica | Zeppelinfeld      | 75.000                   | 128,50 €  |
| 6.–8. Juni 2008  | Außerdem u. a. | The Prodigy, Incubus, Sportfreunde Stiller, The Verve, The Offspring, Motörhead, HIM, Queens of the Stone Age, Eagles of Death Metal, Fettes Brot, Culcha Candela, The Fratellis, Serj Tankian, Bullet for My Valentine, Babyshambles, Nightwish, Lostprophets, In Flames, Kate Nash, Kid Rock, Alter Bridge, Simple Plan, Madsen, Dimmu Borgir, Bad Religion, Justice, Disturbed, 36 Crazyfists, Rooney, Stereophonics, Manic Street Preachers, Airbourne, Saxon, Pendulum, Danko Jones | Zeppelinfeld      | 75.000                   | 128,50 €  |
| 5.–7. Juni 2009  | Headliner      | Limp Bizkit, The Killers, Slipknot | Zeppelinfeld      | 60.000                   | 135 €     |
| 5.–7. Juni 2009  | Außerdem u. a. | 2raumwohnung, Alexisonfire, All That Remains, … And You Will Know Us by the Trail of Dead, Basement Jaxx, Biffy Clyro, Billy Talent, Black Stone Cherry, Bloc Party, Bring Me the Horizon, Chester French, Chris Cornell, Dir En Grey, DragonForce, Dredg, Enter Shikari, Esser, Expatriate, Flogging Molly, Gallows, Guano Apes, Ich Bin Bunt, Jan Delay & Disko No. 1, Juliette Lewis, Kettcar, Kilians, Killswitch Engage, Kitty, Daisy & Lewis, Korn, Little Man Tate, Machine Head, Madina Lake, Madness, Mando Diao, Marilyn Manson, MIA., Middle Class Rut, New Found Glory, Pain, Papa Roach, Peter Bjorn and John, Peter Fox, Phoenix, Placebo, Polarkreis 18, Razorlight, Reamonn, Scouting for Girls, Selig, Sevendust, Shinedown, Steadlür, Sugarplum Fairy, The All-American Rejects, The Crave, The Gaslight Anthem, The Kooks, The Prodigy, The Rifles, The Soundtrack of Our Lives, The Script, The Subways, Tomte, Trivium, Volbeat, White Lies | Zeppelinfeld      | 60.000                   | 135 €     |

### 2010er Jahre
| Datum           | Künstler       | Künstler | Veranstaltungsort | Besucher | Preise          |
| --------------- | -------------- | --- | ----------------- | -------- | --------------- |
| 3.–6. Juni 2010 | Headliner      | Rammstein, Kiss, Rage Against the Machine, Muse | Zeppelinfeld      | 60.500   | 140–170 €       |
| 3.–6. Juni 2010 | Außerdem u. a. | Thirty Seconds to Mars, A Day to Remember, Airbourne, Alice in Chains, Alkaline Trio, As I Lay Dying, Bad Religion, Broilers, Bullet for My Valentine, Cancer Bats, Crime in Stereo, Crystal Castles, Cypress Hill, Delphic, Die Sterne, Dizzee Rascal, Dommin, Editors, Ellie Goulding, Escape the Fate, Eyes of Solace, Fertig, Los!, Five Finger Death Punch, Foals, Gentleman, Gogol Bordello, Gossip, Halestorm, Hammerfall, Heaven Shall Burn, Hellyeah, HIM, In Extremo (nur Rock im Park), Jan Delay & Disko No. 1, Jay-Z, Kasabian, Kate Nash, Lamb of God, Lazer, Lissie, Turbostaat, Motörhead, Pendulum, Rise Against, Rock Rotten’s 9mm Assi Rock’n’Roll, Roman Fischer, Slash, Slayer, Sportfreunde Stiller (unplugged), Stone Sour, Sweethead, Taking Dawn, The Cribs, The Damned Things, The Hives, The Sounds, The Storm, The Used, Them Crooked Vultures, Tocotronic, Volbeat, We Are the Fallen, Whitechapel, Year Long Disaster, You Me at Six, Zebrahead | Zeppelinfeld      | 60.500   | 140–170 €       |
| 3.–5. Juni 2011 | Headliner      | Coldplay, Kings of Leon, System of a Down | Zeppelinfeld      | 55.200   | 140–170 €       |
| 3.–5. Juni 2011 | Außerdem u. a. | 3 Doors Down, All That Remains, Alter Bridge, Architects, Ash, Asking Alexandria, August Burns Red, Avenged Sevenfold, Beatsteaks, Black Stone Cherry, Black Veil Brides, Bodi Bill, Bonaparte, Bring Me the Horizon, Caliban, Danzig, Deadmau5, Disturbed, Dredg, Escape the Fate, Frank Turner, Frankmusik, Funeral for a Friend, Hollywood Undead, Hurts, In Extremo, In Flames, Interpol, K.I.Z, Kolor, Korn, Lifehouse, Lissie, Madsen, Mando Diao, Mastodon, Millencolin, Ozark Henry, Pete Yorn, Plain White T’s, Rob Zombie, Robert Francis, Royal Republic, Selig, Sevendust, Silverstein, Simple Plan, Social Distortion, Stereo MCs, Söhne Mannheims, The BossHoss, The Devil Wears Prada, The Gaslight Anthem, The King Blues, The Kooks, The Pretty Reckless, Thees Uhlmann & Band, Times of Grace, Tom Beck, Volbeat, We Are Scientists, We Butter the Bread with Butter, White Lies, Wolfmother | Zeppelinfeld      | 55.200   | 140–170 €       |
| 1.–3. Juni 2012 | Headliner      | Metallica, Die Toten Hosen, Linkin Park | Zeppelinfeld      | 76.000   | 140–170 €       |
| 1.–3. Juni 2012 | Außerdem u. a. | ASAP Rocky, Anthrax, As I Lay Dying, Awolnation, Azealia Banks, Beginner, Billy Talent, Boyce Avenue, Caligola, Cancer Bats, Chase & Status, Citizens, CRO, Crystal Castles, Cypress Hill, Deichkind, DevilDriver, Dick Brave and the Backbeats, Donots, Dropkick Murphys, Enter Shikari, Evanescence, Example, Fiva & Das Phantom Orchester, FM Belfast, Ghost, Gojira, Gossip, Graveyard, Guano Apes, Halestorm, Hoffmaestro, Kasabian, Keane, Killswitch Engage, Lamb of God, Lexy & K-Paul, Leslie Clio, Lower Than Atlantis, Machine Head, Marilyn Manson, Mastodon, Maxïmo Park, MIA., Motörhead, Opeth, Pete Doherty, Periphery, Refused, Rise to Remain, Rival Sons, Shinedown, Skrillex, Soundgarden, Steel Panther, Tenacious D, The Hives, The Koletzkis, The Maccabees, The Offspring, The Rifles, The Subways, The Ting Tings, Tinie Tempah, Tove Styrke, Tribes, Triggerfinger, Trivium, While She Sleeps, Manual Kant | Zeppelinfeld      | 76.000   | 140–170 €       |
| 7.–9. Juni 2013 | Headliner      | Volbeat, Green Day, Thirty Seconds to Mars, auch: The Killers, The Prodigy, Seeed | Zeppelinfeld      | 72.000   | 147,50–167,50 € |
| 7.–9. Juni 2013 | Außerdem u. a. | Fettes Brot, Cro, Paramore, Fun., Imagine Dragons, The Strypes, Boys Noize, Korn, Limp Bizkit, Bullet for My Valentine, Broilers, Amon Amarth, A Day to Remember, Bring Me the Horizon, Asking Alexandria, The Ghost Inside, Love and Death, Fritz Kalkbrenner, Moonbootica, Kakkmaddafakka, Modestep, MC Fitti, Wax, The Royal Concept, Egyptian Hip Hop, Exclusive, Stone Sour, The BossHoss, Airbourne, Papa Roach, Hacktivist, The Bloody Beetroots, Hurts, Phoenix, Tocotronic, Biffy Clyro, Stereophonics, Jake Bugg, Leslie Clio, Palma Violets, Selig, Bosse, Graveyard, Disco Ensemble, Clutch, Hanni El Khatib, The Bots, Vierkanttretlager, Sportfreunde Stiller, Kraftklub, Simple Plan, Bad Religion, Royal Republic, All Time Low, Casper, The Wombats, Dizzee Rascal, Bastille, ASAP Rocky, Blumentopf, Die Orsons, Five Finger Death Punch, Coheed and Cambria, Coal Chamber, Newsted, Escape the Fate, In This Moment, Nekrogoblikon, Bullet, Pierce the Veil, Hawk Eyes, SAM | Zeppelinfeld      | 72.000   | 147,50–167,50 € |
| 6.–9. Juni 2014 | Headliner      | Metallica, Kings of Leon, Linkin Park, Iron Maiden | Zeppelinfeld      | 70.000   | 185–205 €       |
| 6.–9. Juni 2014 | Außerdem u. a. | 257ers, Alligatoah, Alter Bridge, Avenged Sevenfold, Black Stone Cherry, Die Fantastischen Vier, Fall Out Boy, Falling in Reverse, In Extremo, Jake Bugg, John Newman, Kaiser Chiefs, Kasabian, Mando Diao, Pennywise, Rea Garvey, Rival Sons, The Offspring, The Pretty Reckless, Trivium, Awolnation, Babyshambles, Crystal Fighters, Editors, Gogol Bordello, Haim, Heaven Shall Burn, Jan Delay & Disko No. 1, Karnivool, Kvelertak, Left Boy, Lonely the Brave, Marteria, Maxïmo Park, Milky Chance, Nine Inch Nails, Nothing More, Opeth, Portugal. The Man, Powerman 5000, Queens of the Stone Age, Rob Zombie, Slayer, The Brian Jonestown Massacre, The Charles, The Fratellis, Triggerfinger, Walking Papers, Woodkid, Against Me!, Anthrax, Architects, Battlecross, Booka Shade, Boysetsfire, Breton, Buckcherry, Chevelle, Coldrain, Crazy Town, Crossfaith, Darlia Example, Georg auf Lieder, Gesaffelstein, Ghost, Ghost Town, Huntress, Jetpack Elephants, Josh Record, Klangkarussell Live, Mastodon, Miss May I, New Politics, Of Mice & Men, Quicksand, Radkey, Rudimental, SDP, Seether, Sierra Kidd, Suicide Silence, Teesy, The Treatment, We Are Scientists, Young the Giant | Zeppelinfeld      | 70.000   | 185–205 €       |
| 5.–7. Juni 2015 | Headliner      | Foo Fighters, Die Toten Hosen, The Prodigy, Slipknot | Zeppelinfeld      | 75.000   | 164,50–189 €    |
| 5.–7. Juni 2015 | Außerdem u. a. | A Day to Remember, AnnenMayKantereit, Asking Alexandria, Bastille, Beatsteaks, Bilderbuch, Blues Pills, Body Count feat. Ice-T, Broilers, Callejon, Deichkind, Donots, Eagles of Death Metal, Enter Shikari, Feine Sahne Fischfilet, Fences, Frank Turner & the Sleeping Souls, Fritz Kalkbrenner, Godsmack, Hollywood Undead, In Flames, King 810, K.I.Z, Kraftklub, Lamb of God, Mallory Knox, Marilyn Manson, Marsimoto, Mighty Oaks, Motörhead, MS MR, Papa Roach, Parkway Drive, Prinz Pi, Rise Against, Siriusmodeselektor, Skindred, Slash feat. Myles Kennedy & the Conspirators, The Ghost Inside, Trailerpark, Turbostaat, While She Sleeps | Zeppelinfeld      | 75.000   | 164,50–189 €    |
| 3.–5. Juni 2016 | Headliner      | Red Hot Chili Peppers, Black Sabbath, Volbeat | Zeppelinfeld      | 70.000   | 172,50 €        |
| 3.–5. Juni 2016 | Außerdem u. a. | Alligatoah, Amon Amarth, Architects, August Burns Red, Beach Slang, Biffy Clyro, Billy Talent, Birdy Nam Nam, Breaking Benjamin, Bring Me the Horizon, Bullet for My Valentine, Chefboss, DCVDNS, Deftones, Disturbed, Fettes Brot, Foals, Frittenbude, Graveyard, Halestorm, Heaven Shall Burn, Heisskalt, Issues, Johnossi, Killswitch Engage, Korn, Lexy & K-Paul, Major Lazer, Milliarden, Of Mice & Men, Olson, One Ok Rock, Panic! at the Disco, RAF Camora, Rival Sons, Rudimental, Schnipo Schranke, SDP, Shinedown, Sixx:A.M., Skillet, Tenacious D, TesseracT, The 1975, The Amity Affliction, The Struts, Trivium, Walk the Moon, We Came as Romans, While She Sleeps, Wirtz, Irie Révoltés | Zeppelinfeld      | 70.000   | 172,50 €        |
| 2.–4. Juni 2017 | Headliner      | Die Toten Hosen, Rammstein, System of a Down | Zeppelinfeld      | 88.500   | 187,50–210 €    |
| 2.–4. Juni 2017 | Außerdem u. a. | 187 Strassenbande, Airbourne, Alter Bridge, AnnenMayKantereit, Bastille, Beartooth, Beatsteaks, Beginner, Bonaparte, Broilers, Chefboss, Clutch, Donots, Feine Sahne Fischfilet, Five Finger Death Punch, Frank Carter & The Rattlesnakes, Genetikk, Henning Wehland, In Flames, Kaiser Franz Josef, Kraftklub, Liam Gallagher, Macklemore & Ryan Lewis, Marteria, Motionless in White, Pierce the Veil, Prophets of Rage, Rag ’n’ Bone Man, Schmutzki, Schnipo Schranke, Simple Plan, Skindred, Slaves, Sleeping with Sirens, Suicide Silence, Sum 41, Thrice, Wirtz | Zeppelinfeld      | 88.500   | 187,50–210 €    |
| 1.–3. Juni 2018 | Headliner      | Foo Fighters, Thirty Seconds to Mars, Gorillaz, Muse | Zeppelinfeld      | 70.200   | 199–239 €       |
| 1.–3. Juni 2018 | Außerdem u. a. | Alma, A Perfect Circle, Asking Alexandria, Avenged Sevenfold, Babymetal, Bilderbuch, Black Stone Cherry, Body Count feat. Ice-T, Bullet for My Valentine, Bury Tomorrow, Caliban, Callejon, Casper, Enter Shikari, Good Charlotte, Greta Van Fleet, Hollywood Undead, Jimmy Eat World, Kako, Kettcar, Marilyn Manson, Meshuggah, Milky Chance, Nothing but Thieves, Parkway Drive, RAF Camora, Rise Against, Stone Sour, Trailerpark, Ufo361, Walking on Cars, Yung Hurn | Zeppelinfeld      | 70.200   | 199–239 €       |
| 7.–9. Juni 2019 | Headliner      | Die Ärzte, Slipknot, Tool, Slayer | Zeppelinfeld      | 72.500   | 199–239 €       |
| 7.–9. Juni 2019 | Außerdem u. a. | Adam Angst, Against the Current, Alice Glass, Alice in Chains, Alle Farben, Alligatoah, Amon Amarth, Arch Enemy, Architects, Atreyu, Bad Wolves, Badflower, Bastille, Beartooth, Behemoth, Black Rebel Motorcycle Club, Blackout Problems, Bonez MC & RAF Camora, Bring Me the Horizon, Cage the Elephant, Coldrain, Deadland Ritual, Die Antwoord, Drangsal, Dropkick Murphys, Eagles of Death Metal, Feine Sahne Fischfilet, Foals, Godsmack, Graveyard, Halestorm, Hot Water Music, I Prevail, iDKHOW, Juke Ross, Kadavar, KC Rebell, Kontra K, Kovacs, Kvelertak, Left Boy, Like a Storm, Marteria & Casper, Power Trip, Ryan Sheridan, Sabaton, SDP, Slash feat. Myles Kennedy & The Conspirators, Starset, Tenacious D, The 1975, The BossHoss, The Fever 333, The Smashing Pumpkins, The Struts, Three Days Grace, Trivium, Seiler und Speer, Underoath, Welshly Arms, While She Sleeps | Zeppelinfeld      | 72.500   | 199–239 €       |

### 2020er Jahre
| Datum                                  | Künstler | Künstler | Veranstaltungsort | Besucher | Preise                                           |
| -------------------------------------- | --- | --- | ----------------- | -------- | ------------------------------------------------ |
| abgesagt geplant für 5.–7. Juni 2020   | Headliner | System of a Down, Green Day, Volbeat | Zeppelinfeld      | —        | 199–259 €                                        |
| abgesagt geplant für 5.–7. Juni 2020   | Außerdem u. a. | Airbourne, Alan Walker, Alter Bridge, Amaranthe, August Burns Red, Babymetal, Baroness, Bilderbuch, Billy Talent, Black Veil Brides, Bosse, Boston Manor, Broilers, Bush, Creeper, Deftones, Devin Townsend, Disturbed, Ego Kill Talent, Eskimo Callboy, Gang of Youths, Gojira, Heaven Shall Burn, Korn, Motionless in White, Neffex, NF, Of Mice & Men, Powerwolf, Rea Garvey, Refused, Royal Republic, Schmutzki, Seasick Steve, Skillet, SSIO, Stone Broken, Tempt, The Menzingers, The Offspring, The Pretty Reckless, Toxpack, Trailerpark, Trettmann, Wage War, Wanda, Weezer, We Came as Romans, Yungblud | Zeppelinfeld      | —        | 199–259 €                                        |
| abgesagt geplant für 5.–7. Juni 2020   | Im Zuge der Maßnahmen zur Eindämmung der Corona-Krise wurden in Deutschland alle Großveranstaltungen bis zum 31. August 2020 untersagt. Dies wurde auf einer Pressekonferenz mit der Bundeskanzlerin am 15. April 2020 verkündet. | |                   |          |                                                  |
| abgesagt geplant für 11.–13. Juni 2021 | Headliner | System of a Down, Green Day, Volbeat | Zeppelinfeld      | –        | Umtausch des Vorjahrestickets möglich; 259 €     |
| abgesagt geplant für 11.–13. Juni 2021 | Außerdem u. a. | A Day to Remember, Airbourne, Alan Walker, Baroness, Bilderbuch, Billy Talent, Black Veil Brides, Boston Manor, Boys Noize, Broilers, Bush, Code Orange, Creeper, Daughtry, Deftones, Devin Townsend, Digitalism, Donna Missal, Fall Out Boy, Fire from the Gods, Gojira, Jan Delay & Disko No. 1, Kafvka, KC Rebell, Kodaline, Korn, Mastodon, NF, Of Mice & Men, Poppy, Powerwolf, Rea Garvey, RIN, Royal Republic, Schmutzki, Seasick Steve, Spiritbox, SSIO, Summer Cem, Tempt, The Distillers, The Offspring, The Pretty Reckless, Trettmann, Wage War, Weezer, You Me at Six, Yungblud, Zugezogen Maskulin | Zeppelinfeld      | –        | Umtausch des Vorjahrestickets möglich; 259 €     |
| abgesagt geplant für 11.–13. Juni 2021 | Das Festival wurde 2021 „vor dem Hintergrund der weiterhin unsicheren Infektionslage“ erneut abgesagt. Dies kommunizierte der Veranstalter am 10. März 2021.                                                                      | |                   |          |                                                  |
| 3.–5. Juni 2022                        | Headliner | Green Day, Volbeat, Muse | Zeppelinfeld      | 75.000   | Umtausch des Vorjahrestickets möglich; 259–279 € |
| 3.–5. Juni 2022                        | Außerdem u. a. | 100 Gecs, 102 Boyz, A Day to Remember, Airbourne, Akuma Six, Alligatoah, Baroness, Beatsteaks, BHZ, Billy Talent, Black Veil Brides, Boston Manor, Boys Noize, Broilers, Bullet for My Valentine, Bush, Caliban, Casper, Danko Jones, Daughtry, Deftones, Die Kassierer, Digitalism, Don Broco, Donots, Drangsal, Ego Kill Talent, Fever 333, Fire from the Gods, Gang of Youths, Grandson, Ice Nine Kills, Jan Delay & Disko No. 1, KAFVKA, Kodaline, Korn, Måneskin, Marteria, Masked Wolf, Mastodon, Myles Kennedy, Placebo, RedHook, RIN, Royal Republic, Schimmerling, Schmutzki, Scooter, Serious Klein, Shinedown, SKYND, Sondaschule, Spiritbox, Sportfreunde Stiller, SSIO, Stick to Your Guns, Tempt, The Faim, The Linda Lindas, The Murder Capital, The Offspring, Toxpack, Tremonti, Unprocessed, Weezer, You Me at Six                                                                                                 | Zeppelinfeld      | 75.000   | Umtausch des Vorjahrestickets möglich; 259–279 € |
| 2.–4. Juni 2023                        | Headliner | Kings of Leon, Die Toten Hosen, Foo Fighters | Zeppelinfeld      | 70.000   | 268–298 €                                        |
| 2.–4. Juni 2023                        | Außerdem u. a. | Apache 207, Arch Enemy, Architects, AViVA, Badmómzjay, Boy Bleach, Boysetsfire, Bring Me the Horizon, Bury Tomorrow, Carpenter Brut, Cleopatrick, The Chats, Dead Sara, The Distillers, Employed to Serve, Evanescence, Fever 333, Finch, Giant Rooks, Hollywood Undead, Hot Water Music, Jinjer, Juju, K.I.Z, Maggie Lindemann, Machine Gun Kelly, Mantar, Mehnersmoos, The Menzingers, Meshuggah, Motionless in White, NOFX, Nothing but Thieves, Nothing, nowhere., Nova Twins, Papa Roach, Provinz, The Raven Age, Lauren Sanderson, Charlotte Sands, Silverstein, Tenacious D, Three Days Grace, Touché Amoré, Turnstile, VV, The Warning, Yungblud Die Band Pantera wurde aufgrund eines Skandals um den Sänger Phil Anselmo Anfang 2023 wieder aus dem Programm genommen. | Zeppelinfeld      | 70.000   | 268–298 €                                        |
| 7.–9. Juni 2024                        | Headliner | Green Day, Måneskin, Die Ärzte | Zeppelinfeld      | 80.000   | 249–321,50 €                                     |
| 7.–9. Juni 2024                        | Außerdem u. a. | †††, 311, Against the Current, Antilopen Gang, Asinhell, Atreyu, Avenged Sevenfold, Babymetal, Beartooth, Betontod, Billy Talent, Biohazard, Blackout Problems, Body Count feat. Ice-T, Broilers, Cemetery Sun, Corey Taylor, Counterparts, Dogstar, Donots, Dropkick Murphys, Electric Callboy, Enter Shikari, Fear Factory, Fit for a King, Guano Apes, H-Blockx, Hanabie, Hatebreed, Heriot, James and the Cold Gun, Jazmin Bean, Kerry King, Kraftklub, Kreator, Kvelertak, Landmvrks, Leoniden, L.S. Dunes, Machine Head, Madsen, Malevolence, Marsimoto, Neck Deep, Of Mice & Men, Parkway Drive, Pendulum, Pennywise, Pinkshift, Polyphia, Queens of the Stone Age, Royal Blood, Royal Republic, Scene Queen, Schimmerling, Skindred, Sondaschule, Team Scheisse, The Interrupters, The Last Internationale, The Scratch, Thy Art Is Murder, Trettmann, Underoath, Wanda, Wargasm, While She Sleeps                           | Zeppelinfeld      | 80.000   | 249–321,50 €                                     |
| 6.–8. Juni 2025                        | Headliner | Slipknot, Bring Me the Horizon, Korn | Zeppelinfeld      | 88.500   | 249–318 €                                        |
| 6.–8. Juni 2025                        | Außerdem u. a. | A Day to Remember, Adam Angst, Amira Elfeky, Aviva, Beatsteaks, Biffy Clyro, Boston Manor, Brutalismus 3000, Bullet for My Valentine, Creeper, Dead Poet Society, Deine Cousine, Die Nerven, Drangsal, Electric Bassboy, Falling in Reverse, Feine Sahne Fischfilet, Fit for an Autopsy, Frank Turner & The Sleeping Souls, Heaven Shall Burn, House of Protection, Idles, Imminence, In Flames, Jerry Cantrell, Jinjer, K.I.Z., Kittie, Knocked Loose, Kontra K, Lorna Shore, Massendefekt, Me First and the Gimme Gimmes, Mia Morgan, Millencolin, Myles Kennedy, Nothing More, Olli Schulz & Band, Polaris, Poppy, Powerwolf, Rise Against, SDP, Seven Hours After Violet, Skillet, Sleep Token, Roy Bianco & Die Abbrunzati Boys (Special Guest), Spiritbox, Sportfreunde Stiller (Special Guest), The Ghost Inside, The Prodigy, The Warning, Thrown, Tocotronic, Touché Amoré, Turbostaat, Weezer, Whitechapel, Zebrahead, ZSK | Zeppelinfeld      | 88.500   | 249–318 €                                        |
| 5.–7. Juni 2026                        | Headliner | Linkin Park | Zeppelinfeld      |          | 298 €                                            |
| 5.–7. Juni 2026                        | Außerdem u. a. | | Zeppelinfeld      |          | 298 €                                            |